# Jabaloyas
Jabaloyas es un municipio español de la provincia de Teruel, en la comunidad autónoma de Aragón. Ubicado en la sierra de Albarracín, tiene una población de 63 habitantes (INE 2024) e incluye los núcleos de Jabaloyas y Arroyofrío. El accidente geográfico más importante es el Monte Javalón (1692 m de altitud), donde se halla la ermita del patrón, San Cristóbal; desde la cima del cerro pueden observarse unas vistas espectaculares.

## Toponimia
Frecuente como apellido. Iavalues es el nombre más antiguo que se ha encontrado en un documento del rey de Aragón Pedro III de 1284. Del árabe ğabal, «monte», más un segundo elemento claramente románico. Así pues, el significado es «monte de las hoyas». Puede compararse Montoya (Albacete), éste con sus dos elementos románicos. Para otros topónimos con primer elemento igual compárese Jabalquinto (Jaén). Véase también Gibraltar, Gibraleón y Javalí.
También puede proceder de un término, totalmente árabe, جبل علياء jabal ʿulyà, ‘montaña más alta'. Con los dos elementos árabes, cerca de Jabaloyas está Javalambre, topónimo que admite más de una lectura a partir del árabe: jabal 'amr, "montaña de 'amr" (nombre propio), o también jabal hamrāʼ, "montaña roja".

## Geografía

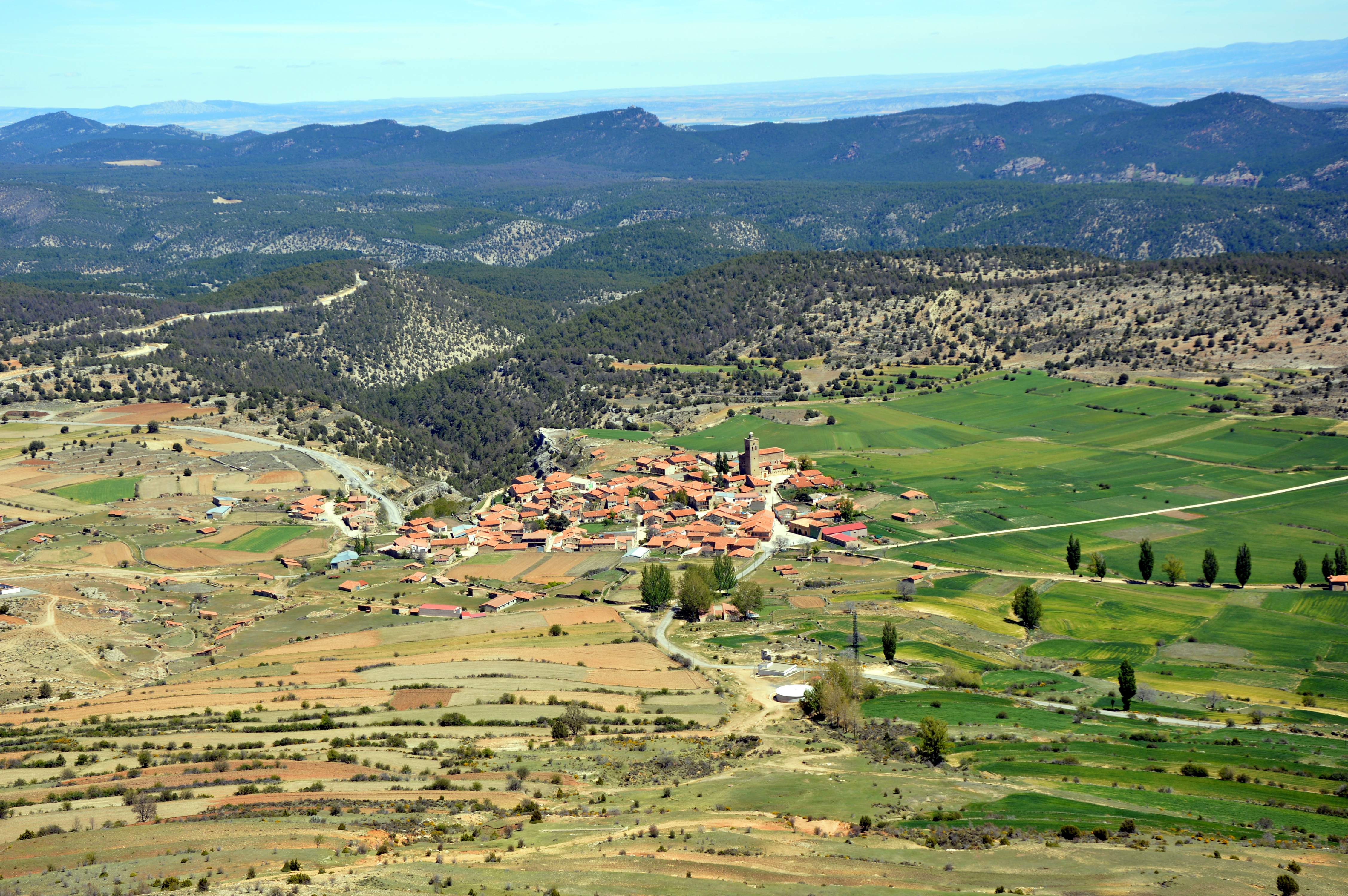
Vista general desde el monte Javalón

El municipio tiene una superficie de 61,63 km². La localidad está ubicada en la falda del monte Javalón.
A finales del siglo XVIII el geógrafo Isidoro de Antillón decía de sus montes que «son abundantes de pinos negrales, albares, sabinas, de ganado, encinas y robles, y aunque se han sacado muchos pies de ellos, con facultad del Consejo, aún quedan en bastante buen estado».

## Historia
El 21 de junio de 1257, por privilegio del rey Jaime I dado en Teruel, este lugar pasa a formar parte de Sesma de Jabaloyas en la   Comunidad de Santa María de Albarracín, que dependían directamente del rey. La Comunidad de Albarracín tuvo su origen en la Edad Media (siglo XIII) junto a las de Calatayud, Daroca y Teruel, siendo la única que ha permanecido viva tras la aplicación del Decreto de Disolución (en 1837). La división de la tierra de la Comunidad de Albarracín se hizo por sexmos, agrupación de aldeas que la componían, guardando relación de proximidad. La Comunidad de Albarracín estaba formada por cuatro sexmas: Bronchales, Frías-Albarracín, Jabaloyas y Villar del Cobo. La sexma de Jabaloyas estaba compuesta por los siguientes municipios: Jabaloyas, Valdecuenca, Saldón, Terriente, Bezas y Toril-Masegoso. Su sede actual se halla en Tramacastilla, Sexma de Villar del Cobo.
A mediados del siglo XIX, el lugar tenía contabilizadas 140 casas. Aparece descrito en el noveno volumen del Diccionario geográfico-estadístico-histórico de España y sus posesiones de Ultramar de Pascual Madoz de la siguiente manera:

JAVALOYAS: l. con ayunt. al que está agregado el barrio de Arroyo-frio, en la prov. de Teruel (8 leg), dióc. y part. jud. de Albarracin (5), aud. terr. y c. g. de Zaragoza (29). sit. á la falda de un cerro en paraje montuoso y quebrado con libre ventilacion, especialmente del N., razon por lo que el clima es sumamente frio, aunque sano. Consta de 140 casas repartidas en 12 calles y 2 plazas, aquellas de mediana construccion, y entre las mismas la del ayunt.; hay una escuela de niños concurrida por 50, y dotada con 1,500 rs.; una fuente de buenas y abundantes aguas en el sitio mas principal de la pobl.; igl. parr. (La Asuncion de Ntra Sra.) servida por un cura de término, y un cementerio estramuros que en nada perjudica á la salud pública. El térm. se estiende 2 leg. de N. á S., y otras tantas de E. á O., confinando por el N. con Valdecuenca; E. Tormon; S. Alobran, todos 3 á 2 leg., y O. con Toril (3); en él se encuentran 2 ermitas dedicadas á Ntra. Sra. de los Dolores y S. Cristobal; el barrio de que hemos hecho mérito, que en lo ecl. forma curato por sí con independencia de Javaloyas, y varios manantiales de aguas muy delgadas y esquisitas. El terreno es de regular calidad, quebrado y de secano, con varios montes que crian pinos, sabinas y otros árboles, 3 deh. de pasto y varios prados naturales con abundante yerba, especialmente de vallo y trebol. Los caminos son de herradura, y se comunican con los pueblos limítrofes; se hallan en mal estado por la naturaleza del terreno. La correspondencia se recibe de la cab. del part. una vez en la semana, traída por peaton. prod.: centeno, trigo morcacho, que es la mas abundante, cebada, avena, patatas, lentejas y pastos de verano que aprovecha el ganado lanar y cabrío, que es el mas preferido, y hay caza de conejos, perdices y liebres. ind.: la agrícola y un molino harinero de balsa. pobl.: con el barrio de Arroyo-frio, 170 vec., 680 alm. riqueza imp.: 103,717 reales. El presupuesto municipal asciende á 7,685 rs., que se cubren con 403, producto de un molino harinero, 1,031 de 2 hornos, 901 de pastos, 340 de los puestos públicos, y el déficit por reparto vecinal.
(Madoz, 1847, p. 610)

## Demografía
Jabaloyas cuenta con una población de 63 habitantes (INE 2024).
| Gráfica de evolución demográfica de Jabaloyas entre 1842 y 2021 |
| |
| Población de derecho según los censos de población del INE Población de hecho según los censos de población del INEEn este censo se denominaba Javaloya y Arroyofrío: 1842 |

## Administración y política
| Período   | Alcalde                  | Partido       |  |
| --------- | ------------------------ | ------------- |  |
| 1979-1983 | Cristóbal Lázaro Monleón | UCD           |  |
| 1983-1987 |                          | PP            |  |
| 1987-1991 |                          | PSOE          |  |
| 1991-1995 |                          | PSOE          |  |
| 1995-1999 |                          | PP            |  |
| 1999-2003 |                          | PP            |  |
| 2003-2007 |                          | PAR           |  |
| 2007-2011 |                          | PSOE          |  |
| 2011-2015 | Antonio Sánchez Sánchez  | PSOE          |  |
| 2015-2018 | Antonio Sánchez Sánchez  | PSOE          |  |
| 2018-2020 | Enrique Álvarez Carmona  | PSOE          |  |
| 2020-?    | Óscar Castillo           | Independiente |  |

| Partido político    | Partido político                                    | 1983   | 1987   | 1991   | 1995   | 1999   | 2003   | 2007   | 2011   | 2015   | 2019   |
| Partido político    | Partido político                                    | Ediles | Ediles | Ediles | Ediles | Ediles | Ediles | Ediles | Ediles | Ediles | Ediles |
|                     | Partido de los Socialistas de Aragón (PSOE-Aragón)  | 2      | 3      | 3      | —      | —      | —      | 1      | 1      | 1      | 1      |
|                     | Partido Aragonés (PAR)                              | —      | —      | —      | —      | —      | 1      | —      | —      | —      | —      |
|                     | Partido Popular de Aragón (PP)-Alianza Popular (AP) | 3      | 2      | 2      | 3      | 1      | —      | —      | —      | —      | —      |
| Total de concejales | Total de concejales                                 | 5      | 5      | 5      | 3      | 1      | 1      | 1      | 1      | 1      | 1      |

## Patrimonio histórico-artístico

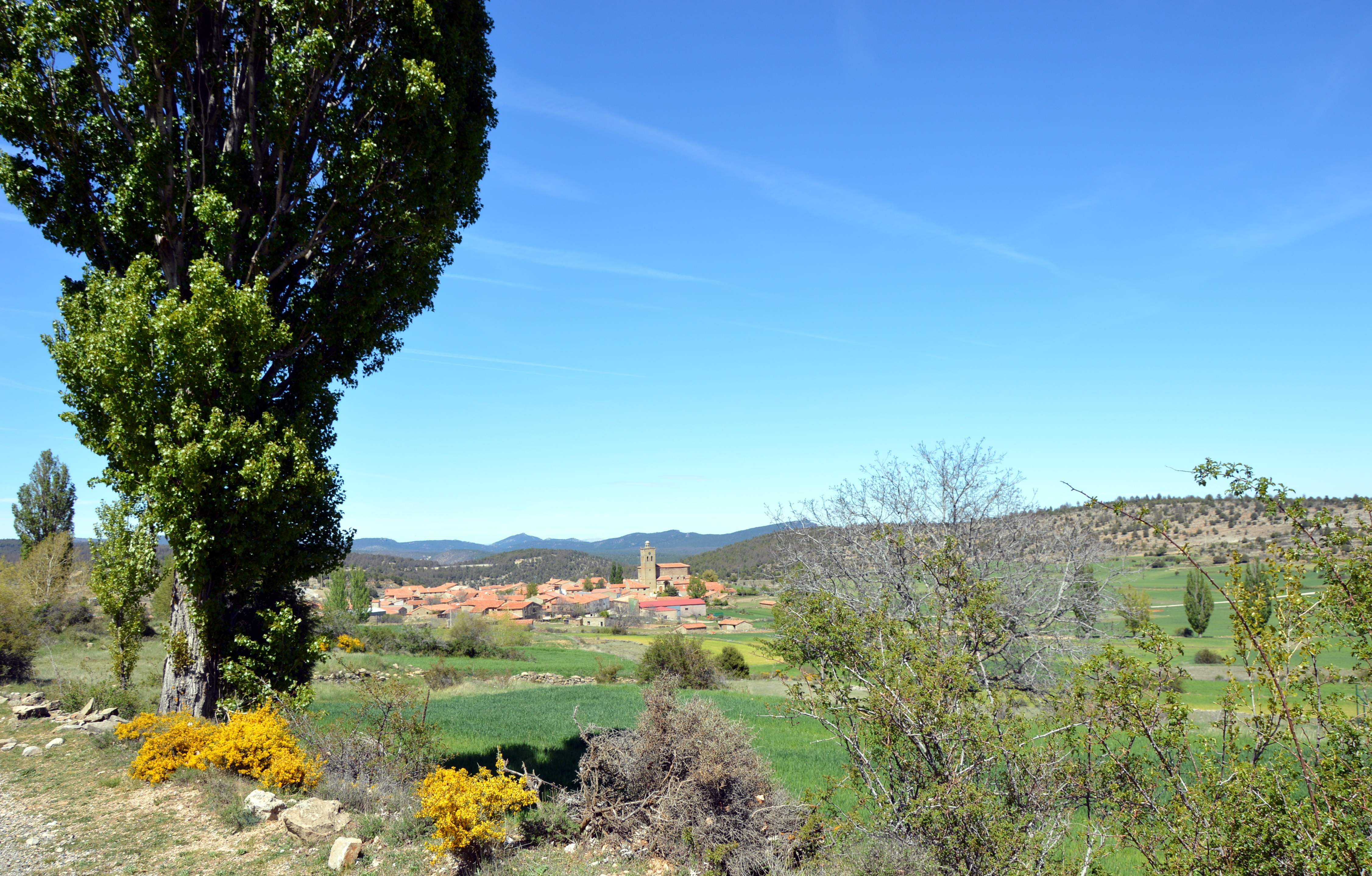
Vista parcial desde la pista de Alobras

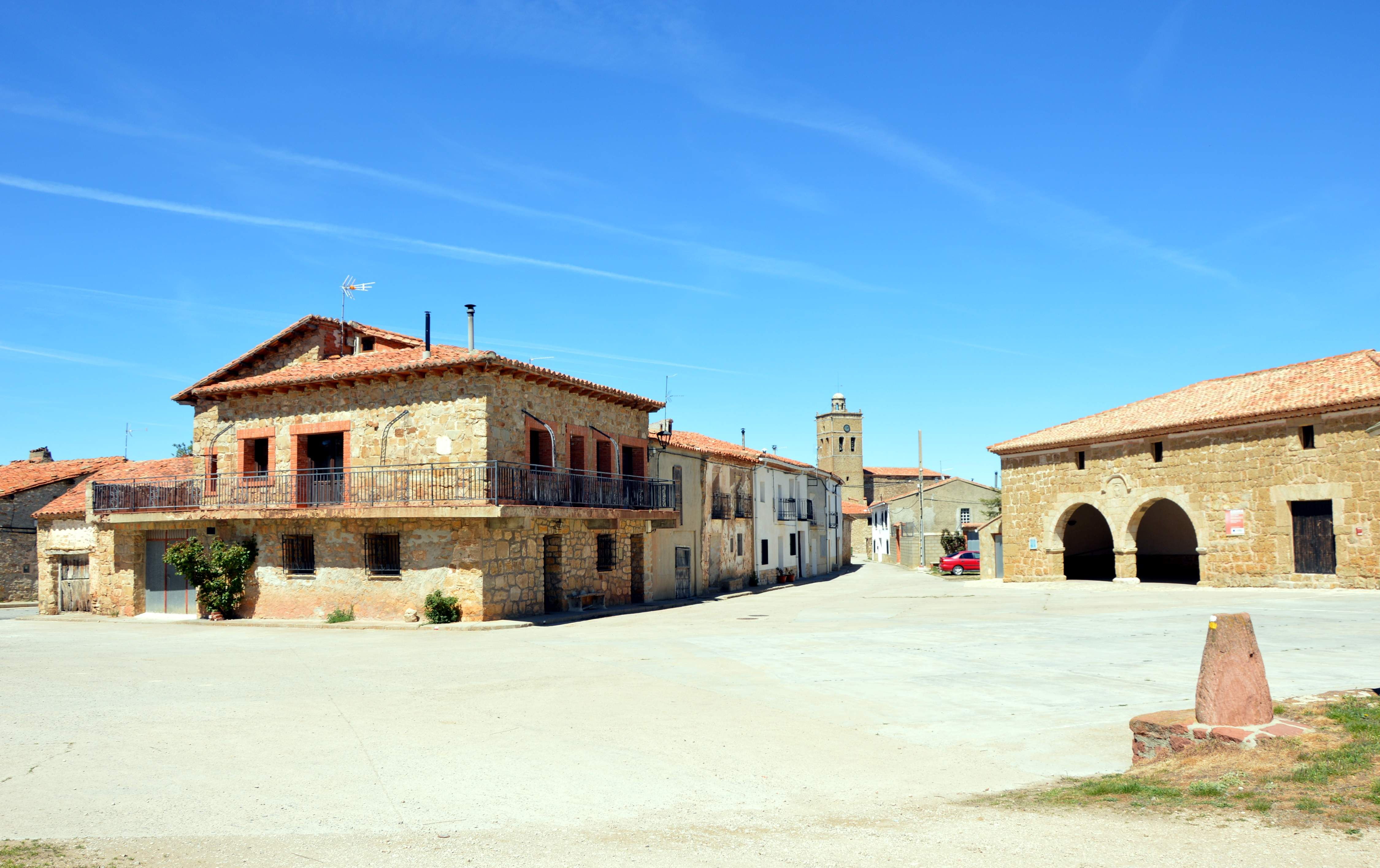
Detalle de la calle Plaza Vieja

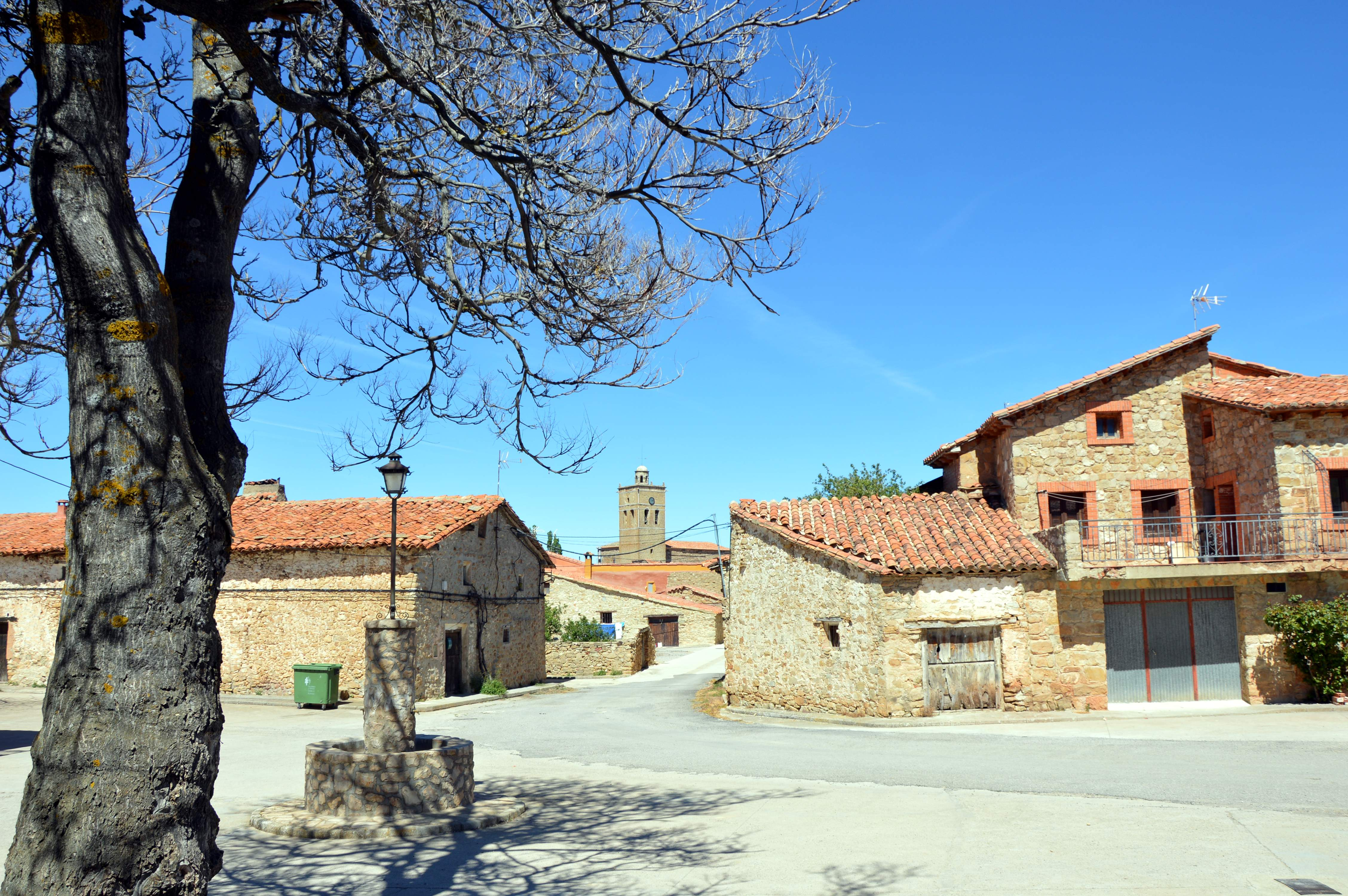
Detalle de la calle Plaza Vieja

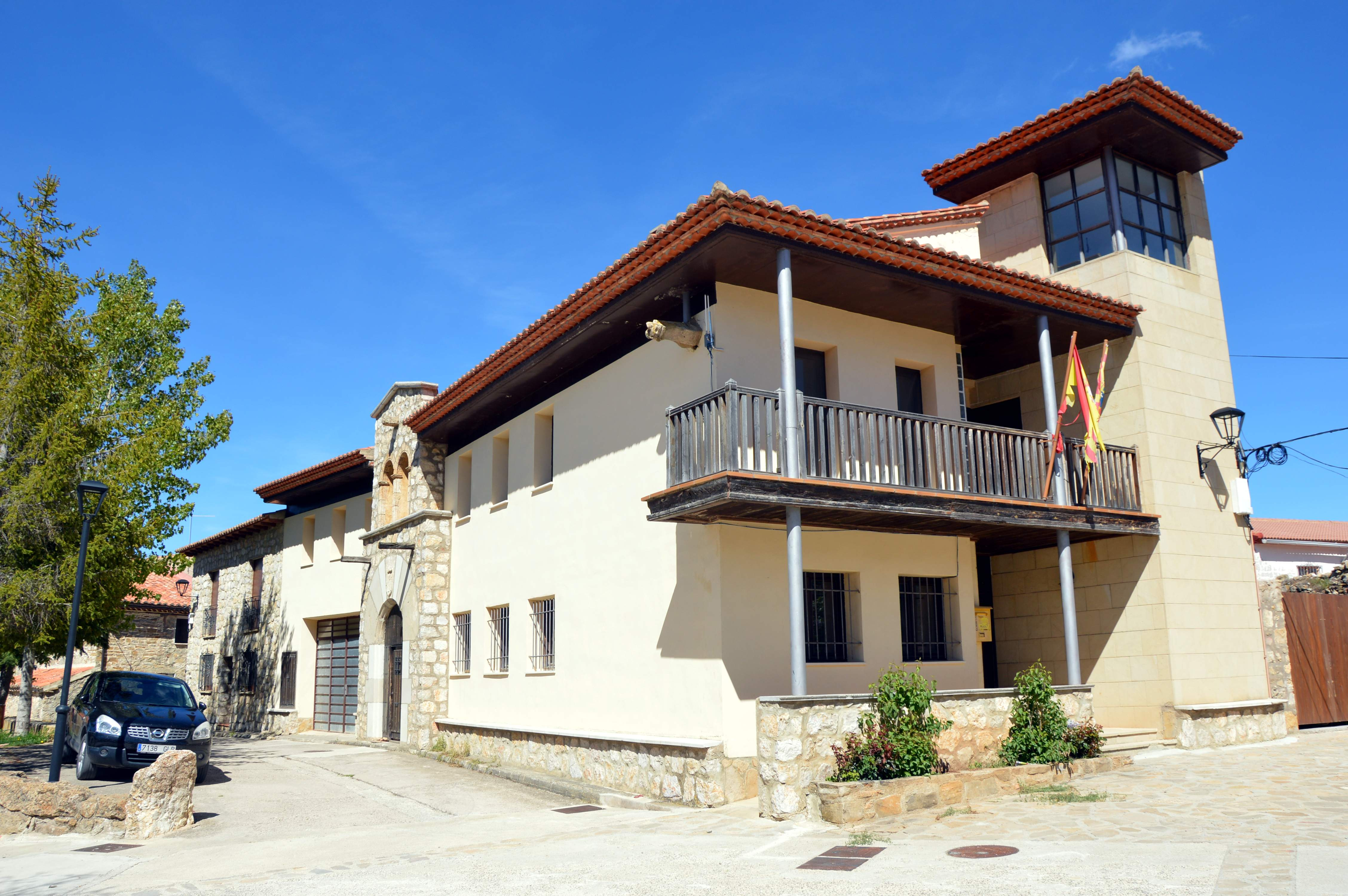
Casa consistorial

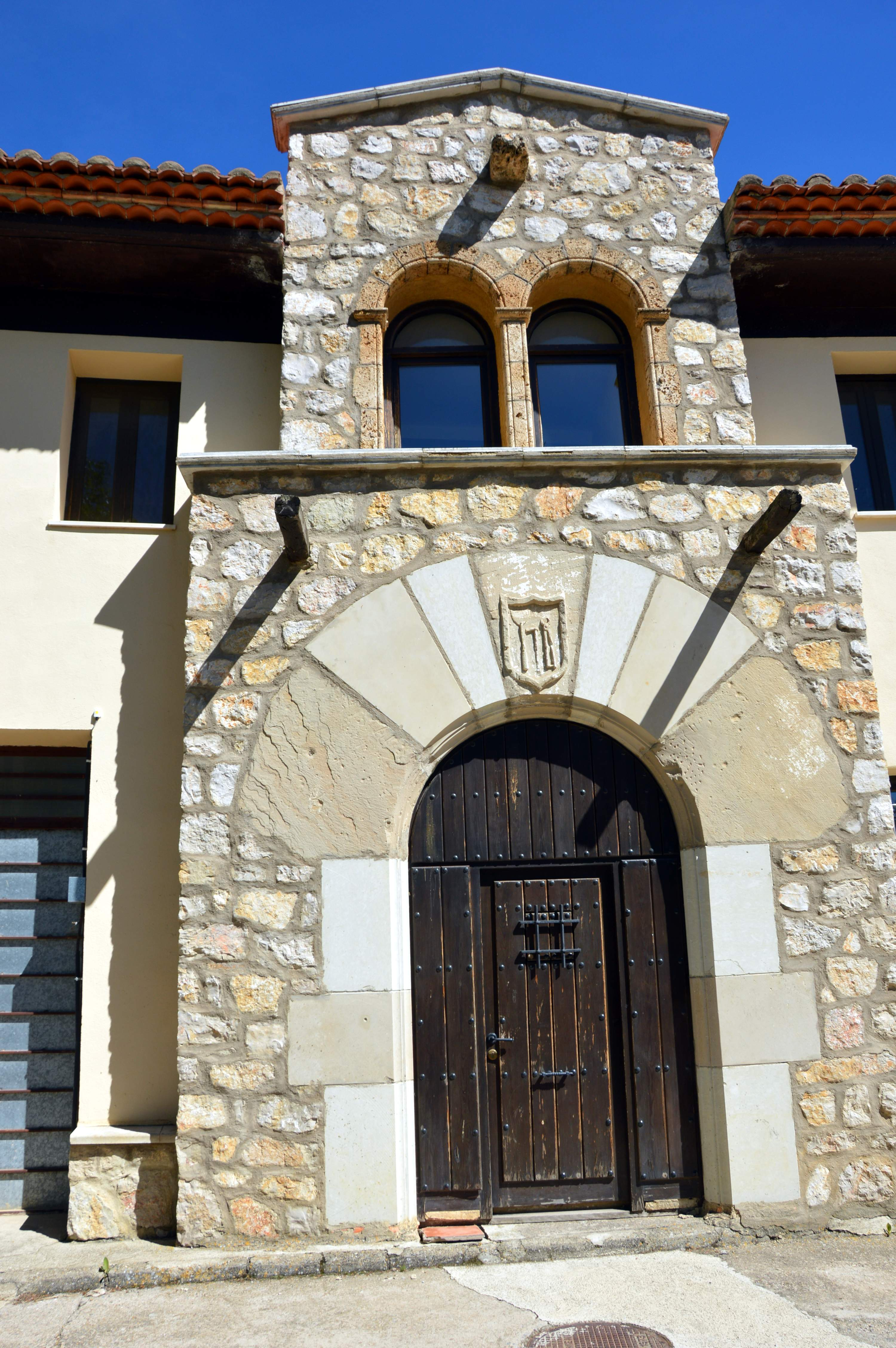
Casa consistorial con detalles arquitectónicos del antiguo edificio

### Monumentos religiosos
- Iglesia de la Asunción, templo parroquial de los siglos XV y XVI, torre-campanario y atrio exterior del siglo XVI.
- Ermita de San Cristóbal, dedica al patrón del pueblo, situada en el Monte Javalón (rehabilitada).
- Ermita de la Virgen de los Dolores, construcción gótico-mudéjar del siglo XVII (rehabilitada).

### Monumentos civiles
- Casa consistorial, edificio municipal, construcción de nueva planta con elementos arquitectónicos del edificio anterior.
- Casa de la Sirena, fachada gótico-renacentista en la calle Plaza Vieja, titularidad privada, siglo XV.
- Casa de los Diezmos (Lonja o Granero), en la calle Mesón, titularidad pública, siglo XVI (rehabilitada).
- Fuente de la Canal, con abrevadero alargado a la salida del pueblo, pista que lleva a la Portera de la Majada, dirección Cuenca.
- Fuente Pública, obra de cantería basada en pilón cubierto con abrevadero alargado, siglo XIX.